# Minot Air Force Base
Minot AFB é uma Região censo-designada localizada no estado norte-americano do Dakota do Norte, no Condado de Ward.

## Demografia
Segundo o censo norte-americano de 2000, a sua população era de 7599 habitantes.

## Geografia
De acordo com o United States Census Bureau tem uma área de
19,7 km², dos quais 18,7 km² cobertos por terra e 1,0 km² cobertos por água.

## Localidades na vizinhança
O diagrama seguinte representa as localidades num raio de 24 km ao redor de Minot AFB.